# Michelangelo Galilei
Michelangelo Galilei   (Florència, 18 de desembre de 1575 (Gregorià) - Múnic, 3 de gener de 1631), conegut també com a Michelagnolo Galilei, va ser un compositor i llaütista italià de l'època tardana del Renaixement i del Barroc, actiu principalment a Baviera i la Confederació de Polònia i Lituània. Era fill del teòric i llaütista musical Vincenzo Galilei i germà del científic Galileo Galilei.
Va ser un nen prodigi, que als nou anys ja componia. El més probable és que anés destinat a fer carrera a Florència, però quan el seu pare va morir el 1591, ell tenia només setze anys i el seu germà gran, Galileo Galilei, que es vivia a Pàdua, va haver de fer-se'n càrrec.
El seu germà va intentar trobar-li un mecenes a Florència, però no ho va aconseguir. Calia trobar-li algun lloc de treball i el 1593 va anar a la Confederació de Polònia i Lituània, on els músics estrangers tenien molta demanda i va estar al servei del príncip Radziwiłł. A finals del segle xvi i principis del xvii, la Confederació de Polònia i Lituània tenia diversos establiments musicals sofisticats, sobretot a Cracòvia; Luca Marenzio, un dels compositors de madrigals més famosos d'Itàlia, hi va anar per un temps, com van fer els llaütistes Diomedes Cato i Valentin Bakfark. Hi havia una gran demanda de llaütistes i es va publicar una quantitat considerable de música de llaüt a Polònia i Lituània, a ciutats com Cracòvia, Gdańsk, Toruń i Vílnius.
Galilei va tornar de Polònia el 1599, en un segon intent fallit de poder treballar a Florència a la cort del gran duc Ferran I de Mèdici, però va tornar el 1600 al seu anterior patró a Polònia-Lituània. Es va quedar allà fins 1607, en què va ser contractat com a llaütista per a la Hofkapelle (Capella de la Cort) de Múnic del duc Maximilià I, que havia conegut el seu pare i també coneixia Galileo Galilei, que va enviar-li llibres i instruments científics, entre els quals un telescopi.
Munic tenia un dels establiments musicals més progressistes de la regió des de mitjan segle xvi; hi havien treballat músics de la categoria d'Orlande de Lassus; Galilei va ser un altre dels molts músics italians amb talent que hi van anar a viure i treballar. Va romandre a Múnic durant la resta de la seva vida. Es va casar amb Clara Bandinelli, filla d'un cantant de la Capella de la Cort de Múnic i va ser pare de vuit fills, tres dels quals, pel cap baix, també van ser llaütistes. El fill gran, Vincenzo, va ser un virtuós d'aquest instrument.
La seva relació amb el seu germà Galileo Galilei es va fer especialment difícil en els darrers anys. S'han conservat moltes de les cartes entre tots dos; Michelagnolo Galilei va demanar diners insistentment al seu germà gran i també que l'ajudés amb els seus difícils fills (Vincenzo, nascut el 1608, va resultar especialment problemàtic).
La major part de la música de Galilei era per a llaüt de deu cursors, i la major part es va publicar en el seu primer llibre, Il primo libro d'intavolatura di liuto (Múnic, 1620), que utilitza notació de tabulatura. Galilei va dedicar aquest llibre al duc de Baviera. El 1977 es va publicar a Milà una nova edició, multilingüe (anglès, italià, francès i alemany) d'aquest recull. Com l'afegitó que duu el títol (Transcrizione in notazione moderna) indica, el coordinador de l'obra va fer-ne la transcripció amb notació moderna de la música de llaüt.
La seva música comprèn danses com gallardes, voltes i courantes, agrupades soltament en suites, organitzades per modalitat musical. Cada suite va precedida de tocates, i el llibre es tanca amb dos passamezzi i saltarelli. Estilísticament estan escrits de la manera més moderna de l'època, amb dissonàncies, ornaments i progressions tonals funcionals que indiquen el desenvolupament barroc primerenc. El seu estil musical va tenir una influència particular al sud d'Alemanya, com ho demostra la demanda de la seva música, fins i tot quan encara es trobava a la Confederació de Polònia i Lituània.